# Bruno Bozzettos filmer
Den första av Bruno Bozzettos filmer hade premiär 1958. Totalt har han producerat, animerat eller på annat sätt varit delaktig i ett femtiotal filmer, de allra flesta animerade men även några enstaka med skådespelare.
Av Signor Rossi har Bozzetto mellan 1960 och 1977 producerat elva tvåminuters kortfilmer, sju cirka elva minuter långa filmer samt tre långfilmer. Långfilmerna med Rossi baserades i hög grad på historierna i de tidigare kortfilmerna.
Mellan 1982 och 1988 producerade Bozzetto ett stort antal (49 åttaminuters och 29 halvminuters) kortfilmer i serien om Quark. 2003 producerades 26 stycken 26-minutersfilmer i serien Spaghetti Family för RAI. Därutöver har Bozzetto och hans studio varit inblandad i framtagandet av reklamfilmer av olika slag, samarbeten med kulturella institutioner och (av piloter) till TV-serier – själva eller i samarbete med andra studior.
Sedan 1993 har filmerna mestadels producerats på dator – antingen i 2D eller i 3D.

## Filmerna, från 1958 fram till 2010-talet
| År   | Filmserie                        | Italiensk titel (Engelsk titel)                                                | Format | Färg      | Typ                  | Längd (not)                                                  |
| ---- | -------------------------------- | ------------------------------------------------------------------------------ | ------ | --------- | -------------------- | ------------------------------------------------------------ |
| 1958 |                                  | Tapum! La storia delle armi (Tapum! Weapons History)                           | 16mm   | färg      | animation            | 13'                                                          |
| 1959 |                                  | La storia delle invenzioni (The History of Inventions)                         | 35mm   | färg      | animation            | 10'                                                          |
| 1960 | Signor Rossi                     | Un Oscar per il signor Rossi (An Award for Mister Rossi)                       | 35mm   | färg      | animation            | 12'                                                          |
| 1961 |                                  | Alpha omega                                                                    | 35mm   | färg      | animation            | 10'                                                          |
| 1961 |                                  | (How to Make a Cartoon)                                                        | 16mm   | sv/v      | delvis anim.         | 12'                                                          |
| 1963 |                                  | (Two Castles)                                                                  | 35mm   | B/W       | animation            | 4'                                                           |
| 1963 | Signor Rossi                     | Il signor Rossi va a sciare (Mister Rossi Goes Skiing)                         | 35mm   | färg      | animation            | 11'                                                          |
| 1964 | Signor Rossi                     | Il signor Rossi al mare (Mister Rossi at the Seaside)                          | 35mm   | färg      | animation            | 11'                                                          |
| 1965 |                                  | (West and Soda)                                                                | 35mm   | färg      | animation            | 90'                                                          |
| 1966 | Signor Rossi                     | Il signor Rossi compra l'automobile (Mister Rossi Buys a Car)                  | 35mm   | färg      | animation            | 12'                                                          |
| 1967 |                                  | Una vita in scatola (A Life in a Tin)                                          | 35mm   | färg      | animation            | 6'                                                           |
| 1967 |                                  | (Man and His World)                                                            | 35mm   | färg      | animation            | 50'                                                          |
| 1968 |                                  | Vip, mio fratello superuomo (VIP My Brother Superman)                          | 35mm   | färg      | animation            | 80'                                                          |
| 1969 |                                  | Ego                                                                            | 35mm   | färg      | animation            | 11'                                                          |
| 1970 | Signor Rossi                     | Il signor Rossi al camping (Mister Rossi at Camping)                           | 35mm   | färg      | animation            | 12'                                                          |
| 1971 |                                  | I sottaceti (Pickles)                                                          | 35mm   | färg      | animation            | 12'                                                          |
| 1971 |                                  | kampanj mot rökning                                                            | 35mm   | färg      | ej anim.             | 2'                                                           |
| 1972 |                                  | Oppio per oppio (The Household Drug)                                           | 35mm   | färg      | ej anim.             | 12'                                                          |
| 1972 | Signor Rossi                     | Il signor Rossi al safari fotografico (Mister Rossi at the Photosafari)        | 35mm   | färg      | animation            | 11'                                                          |
| 1972 | Gulp                             |                                                                                | 35mm   | färg      | animation            | 54' (6 filmer à 9')                                          |
| 1973 |                                  | Opera                                                                          | 35mm   | färg      | animation            | 11'                                                          |
| 1973 |                                  | (The Cabin)                                                                    | 35mm   | färg      | ej anim.             | 14'                                                          |
| 1974 |                                  | (Self Service)                                                                 | 35mm   | färg      | animation            | 11'                                                          |
| 1974 | Signor Rossi                     | Il signor Rossi a Venezia                                                      | 35mm   | färg      | animation            | 11'                                                          |
| 1975 | Signor Rossi                     | Gli sport del signor Rossi (Mister Rossi's Sporting Feats)                     | 35mm   | färg      | animation            | 22' (11 filmer à 2')                                         |
| 1976 |                                  | (The Swimmingpool)                                                             | 35mm   | färg      | animation            | 6'                                                           |
| 1976 | Signor Rossi                     | (Mister Rossi Looks for Happiness)                                             | 35mm   | färg      | animation            | 80'                                                          |
| 1976 |                                  | Allegro no troppo (svenska: Det våras med musik)                               | 35mm   | färg      | animation            | 80'                                                          |
| 1977 | Signor Rossi                     | I sogni del signor Rossi (Mister Rossi's Dreams)                               | 35mm   | färg      | animation            | 80'                                                          |
| 1977 | Signor Rossi                     | Le vacanze del signor Rossi (Mister Rossi's Holidays)                          | 35mm   | färg      | animation            | 80'                                                          |
| 1977 |                                  | La cabina (Striptease)                                                         | 35mm   | col       | delvis anim.         | 2'                                                           |
| 1978 |                                  | (Baby Story)                                                                   | 35mm   | färg      | animation            | 10'                                                          |
| 1979 |                                  | (Happy Birthday)                                                               | 16mm   | färg      | ej anim.             | 10'                                                          |
| 1980 |                                  | (Automatic Yellow)                                                             | 16mm   | färg      | ej anim.             | 20'                                                          |
| 1980 |                                  | (How Do They Make 'em So Beautiful?)                                           | 16mm   | färg      | ej anim.             | 60'                                                          |
| 1980 | Lilliput-Put                     |                                                                                | 35mm   | färg      | animation            | 78' (13 filmer à 6’)                                         |
| 1980 |                                  | (Sam Black the Detective)                                                      | 35mm   | färg      | ej anim.             | 16'                                                          |
| 1980 | (Sandwich)                       |                                                                                | 16mm   | färg      | ej anim.             | 6'                                                           |
| 1981 | Homo technologicus               |                                                                                | 35mm   | färg      | animation            | 57' (7 filmer)                                               |
| 1982 |                                  | (Tennis Club)                                                                  | 35mm   | färg      | animation            | 11'                                                          |
| 1982 | Quark                            |                                                                                | 16mm   | färg      | animation            | 75' (8 filmer)                                               |
| 1982 |                                  | (Sporting)                                                                     | 16mm   | färg      | ej anim.             | 23'                                                          |
| 1983 |                                  | (The Pill)                                                                     | 35mm   | färg      | animation            | 12'                                                          |
| 1983 | Quark                            |                                                                                | 16mm   | färg      | animation            | 62' (6 filmer)                                               |
| 1983 |                                  | Milano zero                                                                    | 16mm   | färg      | ej anim.             | 6'                                                           |
| 1983 |                                  | Sigmund                                                                        | 35mm   | färg      | animation            | 3'                                                           |
| 1983 |                                  | Nel centro del Mirino                                                          | 16mm   | färg      | ej anim.             | 15'                                                          |
| 1984 |                                  | Moa moa                                                                        | 35mm   | färg      | animation            | 2'                                                           |
| 1984 | Quark                            |                                                                                | 16mm   | färg      | animation            | 66' (8 filmer)                                               |
| 1984 | (Sandwich)                       |                                                                                | 16mm   | färg      | ej anim.             | 72' (12 filmer à 6')                                         |
| 1984 | (The Black Pirate)               | pilot/avsnitt 1                                                                | 35mm   | färg      | animation            | 26'                                                          |
| 1985 |                                  | Eldorado                                                                       | 35mm   | färg      | animation            | 5'                                                           |
| 1985 | Quark                            |                                                                                | 16mm   | färg      | animation            | 40' (5 filmer)                                               |
| 1986 |                                  | (Spider)                                                                       | 16mm   | färg      | ej anim.             | 30'                                                          |
| 1986 | (Quark Economy)                  |                                                                                | 16mm   | färg      | animation            | 76' (13 filmer)                                              |
| 1987 |                                  | Baeus                                                                          | 35mm   | färg      | animation            | 6'                                                           |
| 1987 |                                  | Sotto il ristorante cinese (Under the Chinese Restaurant)                      | 35mm   | färg      | ej anim.             | 100'                                                         |
| 1987 | Quark                            |                                                                                | 16mm   | färg      | animation            | 42' (5 filmer)                                               |
| 1988 |                                  | Mistertao (Mister Tao)                                                         | 35mm   | färg      | animation            | 3'                                                           |
| 1988 | Mini Quark                       |                                                                                | 16mm   | färg      | animation            | 14'30" (29 filmer à 30")                                     |
| 1988 | Quark                            |                                                                                | 16mm   | färg      | animation            | 50' (6 filmer)                                               |
| 1990 |                                  | Cavallette (Grasshoppers)                                                      | 35mm   | färg      | animation            | 9'                                                           |
| 1990 |                                  | (Big Bang)                                                                     | 35mm   | färg      | animation            | 4'                                                           |
| 1991 |                                  | (Dancing)                                                                      | 35mm   | färg      | animation            | 3'                                                           |
| 1991 |                                  | (Ski Love)                                                                     | 16mm   | färg      | ej anim.             | 13'                                                          |
| 1992 | WWF                              |                                                                                | 35mm   | färg      | animation            | 3' (6 filmer à 30")                                          |
| 1992 |                                  | Tulilem                                                                        | 35mm   | färg      | animation            | 4'                                                           |
| 1993 |                                  | (Bad Mannes in the Mountains)                                                  | 16mm   | färg      | ej anim.             | 30"                                                          |
| 1993 | (Welcome to Cinema)              | (#5. We Were Waiting for You)                                                  | video  | färg      | 3D-animation         | 1'30"                                                        |
| 1993 | WWF                              |                                                                                | video  | färg      | animation            | 1'40" (5 filmer à 20")                                       |
| 1993 |                                  | (Drop)                                                                         | 35mm   | färg      | animation            | 3'30"                                                        |
| 1995 |                                  | (Help?)                                                                        | 35mm   | färg      | animation            | 7'                                                           |
| 1996 | WWF                              |                                                                                | video  | färg      | animation            | 2' (6 filmer à 23")                                          |
| 1996 | (Spaghetti Family)               | pilot/avsnitt 1                                                                | video  | färg      | animation            | 5'                                                           |
| 1998 |                                  | (Point of View)                                                                | video  | färg      |                      | 2'                                                           |
| 1999 |                                  | Europa & Italia (Europe & Italy)                                               | video  | färg      | 2D-datoranimation    | 6'20"                                                        |
| 1999 |                                  | Toni e Maria (Tony and Maria)                                                  | video  | färg      | 2D-datoranimation    | 8'                                                           |
| 2000 |                                  | (Theatre)                                                                      | video  | färg      |                      | 10'                                                          |
| 2000 |                                  | (To Bit of Not to Bit)                                                         | video  | färg      | 2D-datoranimation    | 6'                                                           |
| 2000 |                                  | (Things)                                                                       | video  | färg      | 2D-datoranimation    | 8'                                                           |
| 2001 | (Monsters,War,Horror,Far West)   |                                                                                | video  | färg      | 2D-datoranimation    |                                                              |
| 2001 |                                  | (Yes/No)                                                                       | video  | färg      | 2D-datoranimation    |                                                              |
| 2001 |                                  | Storia del mondo per chi ha fretta (History of the World for Those in a Hurry) | video  | färg      | 2D-datoranimation    | 2'                                                           |
| 2002 |                                  | (Cycling in Europe and Italy)                                                  | video  | färg      | 2D-datoranimation    | 5' (produktion: Aribi)                                       |
| 2002 | Mammuk                           | pilot                                                                          |        | animation | färg                 | 3' (producerat för RAI Cinema)                               |
| 2002 |                                  | Adam                                                                           | video  | färg      | 2D-datoranimation    | 2'50                                                         |
| 2002 |                                  | (Sport or Spork)                                                               | video  | färg      |                      | 2D-datoranimation 4' (produktion: Alienatio)                 |
| 2002 | julreklamfilmer för kanalen LA7  |                                                                                | video  | färg      | 2D-datoranimation    | 100' (10 filmer à 10')                                       |
| 2003 |                                  | (Olympics)                                                                     | video  | färg      | 2D-datoranimation    | 3'53                                                         |
| 2003 |                                  | (Life)                                                                         | video  | färg      | 2D-datoranimation    | 1'36"                                                        |
| 2003 |                                  | (Baby Scanner)                                                                 | video  | färg      | 2D-datoranimation    | 4'10'' (produktion: Alienatio)                               |
| 2003 | (Spaghetti Family)               |                                                                                | video  | färg      |                      | 26 filmer à 26' (producerad för RAI)                         |
| 2004 |                                  | Neuro                                                                          | video  | färg      | 2D-datoranimation    | 2'37"                                                        |
| 2004 |                                  | Looo                                                                           | video  | färg      | 3D animation         | 5'45"                                                        |
| 2004 |                                  | Femminile & maschile (Female and Male)                                         | video  | färg      | 2D-datoranimation    | 5'30"                                                        |
| 2005 |                                  | (Freedom)                                                                      | video  | färg      | 2D-datoranimation    | 1'                                                           |
| 2005 |                                  | (I am the Law)                                                                 | video  | färg      | 2D/3D-datoranimation | 4'41" (produktion: Alienatio)                                |
| 2005 |                                  | Beltrami                                                                       | video  | färg      | 2D-datoranimation    | 2' (produktion: Alienatio)                                   |
| 2006 | (Things)                         |                                                                                | video  | färg      | 3D                   | 26 filmer à 5' (producerad för RAI)                          |
| 2006 |                                  | (Mister Otto in 17)                                                            | video  | färg      | 2D-datoranimation    | 3'19"                                                        |
| 2006 |                                  | (The Beauty of Difference)                                                     | video  | färg      | 2D-datoranimation    | 1'                                                           |
| 2006 |                                  | (Travellers and Travellers)                                                    | video  | färg      | 2D-datoranimation    | 5'                                                           |
| 2006 |                                  | (The Jungle of Signs)                                                          | video  | col       | 2D-datoranimation    | 5'                                                           |
| 2006 | reklamfilmer för "Superquark"    | Alla pompa di benzina + Schiavi per l’energia                                  | video  | färg      | 2D-datoranimation    | 1' + 1'                                                      |
| 2006 | reklamfilmer för "Farmindustria" |                                                                                | video  | färg      | 2D/3D-datoranimation | 4 filmer à 1' (produktion: Alienatio)                        |
| 2008 |                                  | Wolfgango Amedeo                                                               | video  | färg      | 2D/3D-datoranimation | (produktion: Alienatio för Antoniano-Rai Fiction)            |
| 2008 |                                  | Armi su strada (Weapons on the Road)                                           | video  | färg      | 3D-datoranimation    | (producerad för Provincia di Bergamo)                        |
| 2008 | Psicovip                         |                                                                                | video  | färg      | datoranimation       | 26 filmer (samproduktion med RAI och Maga Animation Studio)  |
| 2008 | (Bruno the Great)                |                                                                                | video  | färg      | 2D-datoranimation    | 26 filmer (Disney-produktion)                                |
| 2009 |                                  | Sporting                                                                       | video  | färg      | 2D-datoranimation    | 4' (producerad för Provincia di Bergamo)                     |
| 2009 |                                  | Camuni                                                                         | video  | färg      | 2D-datoranimation    | 4'30" (producerad för Distretto Culturale di Valle Camonica) |
| 2010 |                                  | Va bene?!                                                                      | video  | färg      | 2D-datoranimation    | 4'41" (producerad för Goethe-Institut)                       |
| 2012 |                                  | Meritocrazia (Meritocracy)                                                     | video  | färg      | 2D-datoranimation    | 3’                                                           |
| 2012 |                                  | (Sex & Fun)                                                                    | video  | färg      | 2D-datoranimation    | 4'                                                           |
| 2012 |                                  | (Game)                                                                         | video  | färg      | 2D-datoranimation    | 4'30"                                                        |
| 2012 |                                  | Rapsodeus                                                                      | video  | färg      | 2D-datoranimation    | 5’55”                                                        |
| 2013 |                                  | Adelante Petroleros! L'oro nero dell' Ecuador                                  | video  | färg      | delvis animerad      | dokumentär                                                   |

## Källhänvisningar
- Brunobozzetto.com – Filmography (engelska)
- IMDbPro – Bruno Bozzetto (engelska)